# Digitalität
Digitalität bezeichnet die auf digital codierten Medien und Technologien basierenden Verbindungen zwischen Menschen, zwischen Menschen und Objekten und zwischen Objekten. Im Gegensatz zu den Begriffen der Digitalisierung oder der digitalen Transformation, die eher eine technologische Entwicklung betonen, bezieht sich Digitalität, ähnlich wie der Begriff Digital Lifestyle, stärker auf soziale und kulturelle Praktiken. Gemeint ist »der kulturelle und soziale Niederschlag« eines Wandels, der »neue Handlungsroutinen, Kommunikationsnormen, soziale Strukturen, Identitätsmodelle, Raumvorstellungen etc. hervorbringt«. Bestimmte kulturelle Praktiken, die im Kontext der Digitalisierung entstanden sind, haben sich von diesem technologischen Kontext entkoppelt und wurden zu einem gesellschaftlichen Mainstream.

## Definitionen
Felix Stalder definiert Digitalität in seinem Grundlagenwerk Kultur der Digitalität wie folgt:

„Medien sind Technologien der Relationalität, d.h. sie erleichtern es, bestimmte Arten von Verbindungen zwischen Menschen und zu Objekten zu schaffen. ‘Digitalität’ bezeichnet damit jenes Set von Relationen, das heute auf Basis der Infrastruktur digitaler Netzwerke in Produktion, Nutzung und Transformation materieller und immaterieller Güter sowie in der Konstitution und Koordination persönlichen und kollektiven Handelns realisiert wird.“

Stalder vertritt einen weiten Begriff von Digitalität. Er spricht von Relationen zwischen Menschen und zu Objekten. Dabei schließt er die Produktion, Nutzung und Transformation von materiellen und immateriellen Gütern mit Hilfe von digitalen Infrastrukturen in seine Definition ein. Ergänzend wäre hier anzumerken, dass im Kontext des Internet of Things auch die Relationen von Objekten zu anderen Objekten (beispielsweise von einem Kühlschrank zu einem Smartphone) zunehmend eine Rolle spielen. Zusätzlich setzt Stalder Digitalität in einen handlungstheoretischen Kontext als konstituierenden und koordinierenden Faktor von individuellen und kollektiven Handlungen. Dagegen fokussiert Mecklenburg auf performative kommunikative Handlungen als Kernkriterium von Digitalität. Dies ist ein enger Begriff von Digitalität.

„Eine der wichtigsten Folgerungen des hier vorgeschlagenen Begriffs ist, bei Digitalität weder in Geräten, Tools oder Apps noch in Medien zu denken, sondern stattdessen performativ: Digitalität bedeutet, dass Menschen kommunikative Handlungen in digitaler Form ausführen. Sie benutzen zu diesem Zweck die genannten Dinge, aber eben zur Erfüllung des jeweiligen kommunikativen Bedürfnisses. Digitalität ist immer ausgehend von den kommunikativen Handlungen zu verstehen und nachrangig von den technischen Mitteln, welche zur Erfüllung gewählt werden.“

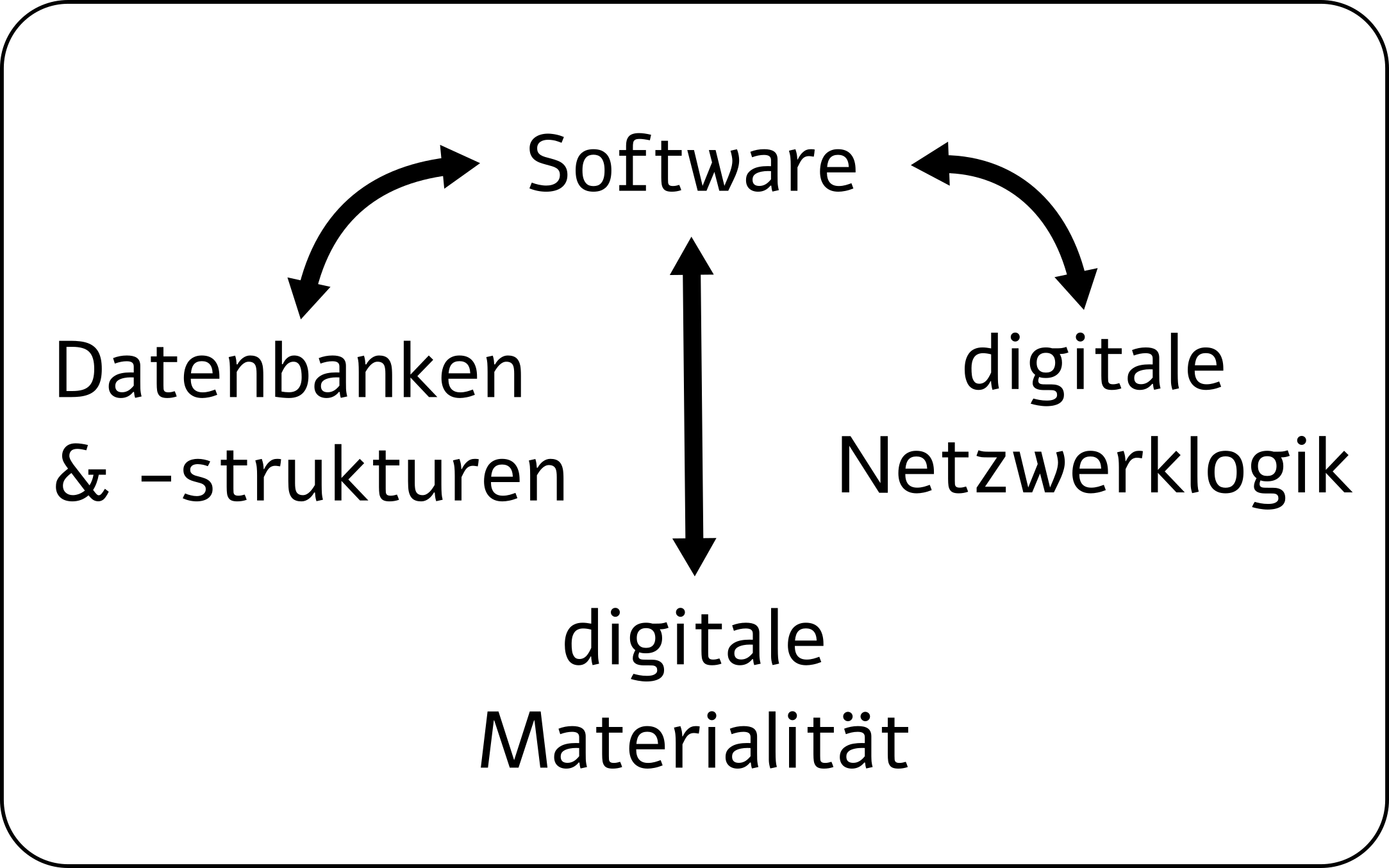
Strukturmodell der Digitalität nach Jörissen

Benjamin Jörissen schlägt ein Strukturmodell der Digitalität vor, das anhand von vier Momenten eine Heuristik bietet, um das komplexe Phänomen der Digitalität aus der technikzentrierten Engführung zu lösen. »Digitalisierung erscheint dann als Spannungsfeld von (1) Software, (2) digitalen Netzwerklogiken (als spezifische Transformation von Relationalität und Sozialität), dem (3) Phänomen der Datenbank, als datenförmige Konstruktion von Welt und insofern als neue kulturelle Form und (4) digitale Materialität.«
Für André Schier steht die Vernetzung technisch-digital-virtueller mit organisch-analog-realen Lebenswelten im Zentrum von Digitalität. Der Digitalitäts-Begriff darf somit nicht zu technisch gedacht werden. In diesem Verständnis von Digitalität ist das Internet auch kein Medium, sondern ein Ort.
Aus diesem Verständnis ergeben sich folgende Prämissen:

„
1. Digitalitäts-Prämisse: Digital-analoge Vernetzung ist alltäglich geworden und führt zu neuen Unübersichtlichkeiten: Strukturen und soziale Zusammenhänge in Lebenswelt und Handlungssystem verflüchtigen sich und werden unklar.
2. Digitalitäts-Prämisse: Digital-analoge Vernetzung ist mehr als nur (technische) Mediennutzung und -handeln. Digitalität greift in die sozio-politischen Rahmenbedingungen von Handlungssystemen und Lebenswelt ein.
3. Digitalitäts-Prämisse: Digital-analoge Vernetzung verändert das Verständnis von Identitätsbildung. (Waren-)Ästhetische Logiken, die durch Medien und Werbung formatiert sind, bestimmen das Zurschaustellen und den "Kampf" um Aufmerksamkeit.“

Unter dem Einfluss dieser digital-analogen Vernetzungsprozesse befinden sich Individuen und Kollektive zu Beginn des 21. Jahrhunderts in ihren Arbeits- und Handlungssystemen in einem Experimentierstadium und in diskursiven Aushandlungsprozessen über den "richtigen" Umgang mit technischen Innovationen und digital-analoger Balance.

## Geschichte des Begriffs
In der Kleinen Medienchronik unterschied Hans Helmut Hiebel bereits 1997 in semiotischer Hinsicht »primäre Digitalität« (diskret abgegrenzte Zeichen) von »sekundärer Digitalität« (computerbedingte Digitalisierung von Zeichen). Sekundäre Digitalität ist demnach an die elektronische Übertragbarkeit von Signalen gekoppelt und basiert auf Code. Diese Begriffsverwendungen überlagern sich mit einer aktuellen Verwendung des Begriffs.
Diese findet sich erstmals 2003, als der Linguist Johannes Bittner unter digitalitaet.net, einen Textkorpus, ergänzende Materialien und Kontaktmöglichkeiten zu seiner Untersuchung »zur Medialität von digitalen Kommunikationsformen und Textsorten« veröffentlicht hat. Die Website war mit einer Publikation verbunden, die 2003 unter dem Titel »Digitalität, Sprache und Kommunikation« erschien. Bittner hat den Begriff in einer wissenschaftlichen Publikation im deutschen Sprachraum erstmals so prominent eingesetzt.
2008 beschrieb eine Publikation der ZHdK Digitalität als einen der Schwerpunkt in einem Ausbildungsgang zu »New Media Arts«.

## Forschungsperspektiven auf Digitalität

### Toronto Schule
Zur Toronto-School, auch Kanadische Medientheorie genannt, gehören neben ihrem bekanntesten Vertreter Marshall McLuhan auch Eric A. Havelock, Harold A. Innis, Walter J. Ong und Derrick de Kerckhove. Diese Forschungsperspektive betrachtet unterschiedliche Medienepochen als prägend für die Gesellschaften. So unterscheidet McLuhan vier Hauptepochen:
1. Oralität (Stammeskultur)
2. Literalität (Manuskript Kultur)
3. Gutenberg-Galaxis (Buchdruck Kultur)
4. elektronische Zeitalter.

In seinem 1962 erschienenen Buch Gutenberg Galaxy. The Making Of Typographic Man schrieb McLuhan die heute fast prophetisch anmutenden Zeilen: „Das nächste Medium, was immer es ist – vielleicht eine Ausweitung unseres Bewusstseins -, wird das Fernsehen als Inhalt mit einbeziehen, nicht als dessen bloßes Umfeld, und es in eine Kunstform verwandeln. Der Computer als Forschungs- und Kommunikationsinstrument könnte die Recherche von Information steigern, die Zentralbibliotheken in ihrer bestehenden Form überflüssig machen, die enzyklopädische Funktion des Individuums wiederherstellen und in einen privaten Anschluss umkehren, über den individuell zugeschnittene Informationen sofort und für Geld abgerufen werden können.“ McLuhan begreift Medien generell als Erweiterung menschlicher Fähigkeiten und Anlagen, wie es auch im Titel seines zweiten wichtigen Werks Understanding Media. Extensions of Man (1964) zum Ausdruck kommt. Sie verändern sowohl das soziale Gefüge als auch die Organisation der menschlichen Wahrnehmung. "Da Menschen über differenzierte Sinnesanlagen verfügen und einzelne Medien typischerweise einzelne Sinne ausweiten, ist jedes neue Medium Ursache einer veränderten Gewichtung in der Sinneswahrnehmung. Medien bestimmen so die Modalitäten unserer Wahrnehmung: Menschen in literalen Gesellschaften sind vornehmlich ‹Augenmenschen›, Menschen in oralen Stammesgemeinschaften hingegen ‹Ohrenmenschen›."
Heilmann zeigt, dass McLuhans Konzept der Taktilität als integrierender und alle anderen Sinne umfassender Sinn geeignet erscheint, um das Phänomen der Digitalität zu erschließen. Unter Taktilität versteht McLuhan nicht nur das Berühren und Ertasten eines Gegenstands, sondern auch das umfängliche "Begreifen" eines Gegenstands im übertragenen Sinn. Das erste taktile Medium ist die Sprache, die es ermöglicht eine innere Welt nach außen zu tragen. Andere Medien weiten einen Sinn zulasten der anderen Sinne aus, wie etwa die Schrift und der Bruchruck den visuellen Sinn ausweiten und isolieren. In McLuhans Ansatz ist die Elektrizität mit ihrer rasend schnellen Übermittlung und den vielfältigen Einsatzmöglichkeiten das zweite taktile Medium. Und wie sieht es mit der Digitalität aus? Computer kommen bei McLuhan nur am Rande vor und digitale Medien behandelt er als eine spezielle Unterform von elektronischen Medien. Die integrierende Funktion der taktilen Digitalität formuliert Heilmann wenn er schreibt: „Der ‹Inhalt› des taktilen Mediums Digitalcomputer aber sind alle anderen Medien.“ Häufig wird im Anschluss an diese Forschungsperspektive Digitalität als neue Medienepoche verstanden, die zu einem sozialen Wandel und einer neuen Organisation der menschlichen Wahrnehmung führt.

### Digital Humanities
Die DFG-geförderte Symposienreihe „Digitalität in den Geisteswissenschaften“ formuliert ihren Ansatz wie folgt: „Die Verwendung digitaler Verfahren und Technologien in der geisteswissenschaftlichen Forschungspraxis nimmt zu. Eine umfassende Reflexion dieses Prozesses ist nötig und sie steht noch aus. Es ist anzunehmen, dass Digitalität die Untersuchungsgegenstände in den Geisteswissenschaften, ihre Epistemologien und die Prämissen ihrer Erkenntnisansprüche, das disziplinäre Selbstverständnis der geisteswissenschaftlichen Fächer, wie auch deren Forschungspraktiken verändert.“
Auch hier ist der Digitalitäts-Begriff gekennzeichnet durch eine Abgrenzung von analog und digital: "Während die Arbeit am und mit dem Digitalen von einem Teil der Forschungsgemeinschaft häufig als fruchtbar in Bezug auf neue Einsichten für viele Wissensbereiche in den Geisteswissenschaften gesehen und als Möglichkeit der Erneuerung (wenn nicht gar als einzige Überlebenschance) der klassischen Geisteswissenschaften ausgewiesen wird, stellen viele Forscher*innen auch skeptische Fragen. Legen sich die Geisteswissenschaften mit der Digitalisierung nur ein effizienteres Instrumentarium zu, oder tauschen sie ihre epistemischen Ideale gegen jene aus den natur- und sozialwissenschaftlichen Fächern ein? Wie verändert sich das geisteswissenschaftliche Rollenverständnis unter den Vorzeichen von Open Access, interaktiver Textproduktion, Wikipedia und digitalen Archiven? Letztlich also: Wie verändert Digitalität unsere Forschung? Wie verändern digitale Technologien die geisteswissenschaftliche Forschung und ihre Gegenstände? Findet letztlich nur eine Erweiterung statt oder verändern sich die Geisteswissenschaften im Kern? Wie muss das Verhältnis digitaler Methoden zu den klassischen hermeneutischen Ansätzen gedacht werden? Welche Auswirkungen ergeben sich für den wissenschaftlichen Nachwuchs und dessen Förderung? Diesen und weiteren Fragen widmet sich die Symposienreihe „Digitalität in den Geisteswissenschaften“."
Die digitale Forschungsinfrastruktur DARIAH-DE ist ein Anwendungsbeispiel, wie Digitalität wissenschaftlich nutz- und greifbar gemacht werden soll. Ein weiteres Beispiel für dieses technische Verständnis von Digitalität als „digital humanities“ ist das Mainzer Zentrum für Digitalität in den Geistes- und Kulturwissenschaften. Hier verbinden sich sechs Mainzer Wissenschaftsorganisationen, um sich gemeinsam der Forschung und Vermittlung im Bereich der Digitalen Geistes- und Kulturwissenschaften (Digital Humanities) zu widmen.

### Philosophie der Digitalität
Die Philosophie der Digitalität stellt einen neuen Forschungsbereich dar. Sie reflektiert auf die lebensweltliche Bedeutung der Digitalisierung als Realität eigener Art und verweist damit auf das Phänomen der Virtualität. Die lebensweltliche Bedeutung der Digitalisierung besteht darin, dass wir digitale Daten unabhängig von Raum und Zeit konservieren und hypertextuell vernetzen. Virtuelle Handlungen lassen sich durch einen bloßen Mausklick vollziehen. Nicht nur unser Realitätsbegriff, sondern auch unser Raum- und Zeitbegriff wird im Rahmen der Digitalität strapaziert. Raum und Zeit spielen im Bereich der digitalen virtuellen Realität eine andere Rolle als in der physikalischen Realität. Digitale Objekte sind ortslos, von überall abrufbar und omnipräsent. Ortslosigkeit und Zeitlosigkeit werden darin fusioniert zu einer ubiquitären Präsenz. Ortslos sind digitale Gegenstände insofern, als sie in horizontalen Relationen der Vernetzung stehen. Diese Vernetzungen sind als Relationen nicht stabil, sondern einem permanenten Wandel unterworfen. Dadurch ändert sich auch die Zeitlogik der Digitalität. Digitale Objekte stehen in viel intimeren Relationen zueinander, als es physikalische Objekte tun. Jörg Noller hat dafür den Begriff der "Interobjektivität" geprägt. Mentale Gehalte – Ideen, Gedanken, Meinungen, Gefühle – können prinzipiell durch die hypertextuelle Struktur der Digitalität als Trägersubstanz aufgenommen und vom Individuum abgelöst werden, welches sie hervorgebracht hat. Dieses Phänomen lässt sich unter dem Begriff der "Transsubjektivität" fassen.

### Didaktik der Digitalität
Die Didaktik der Digitalität setzt an der lebensweltlichen Bedeutung der neuen Medien wie Blogs, Wikis, Apps und YouTube-Kanälen an. Dabei erweist sich insbesondere der digitale Hypertext als didaktisch fruchtbar, insofern er es erlaubt, Lehr- und Lerngegenstände direkt miteinander in Beziehung zu setzen und so ein komplexes Wissensnetzwerk ("Wiki") zu generieren, in das sich Lehrende und Lernende gleichermaßen einbringen können. Im Rahmen einer Didaktik der Digitalität werden also digitale Medien nicht nur quantitativ bzw. technisch eingesetzt, sondern auch qualitativ bzw. lebensweltlich. Durch diese zunehmende didaktische Vernetzung, aber auch durch Medien wie YouTube, wird die traditionelle Unterscheidung von Produzent und Rezipient aufgehoben.

## Soziale und kulturelle Praktiken

### Digitalität als Geschäftsprozess
Unternehmer stehen vor der Herausforderung, die Transformation ihres Business von Offline zu Online zu meistern. Dies beinhaltet zum einen, die Kommunikation mit den Kunden in der analogen als auch in der digitalen Welt zu ermöglichen nebst deren Verknüpfung herzustellen, und zum anderen beinhaltet es eine Strategie, um als Unternehmer erfolgreich zu sein.
Dazu gehört die Bereitschaft, den Veränderungsprozess zu akzeptieren und anzunehmen, und die Erkenntnis, dass die sogenannte Digitalisierung mitnichten techniklastig ist, sondern sehr viel mit Emotionalisierung zu tun hat. Ohne Emotionen können keine Entscheidungen getroffen werden und auch keine Kunden begeistert werden. Beides notwendige Bedingungen und Voraussetzungen, um überhaupt Umsätze generieren zu können. Vor diesem Hintergrund ist der Begriff der Digitalisierung eines Unternehmens mehr als unpassend. Es ist die Digitalität als Geschäftsprozess, die eine erfolgreiche Transformation umfassend umschreibt.
Neben der Emotionalisierung gehört die Automatisierung zur Basis dieses Geschäftsprozesses. Die Nutzung von Automation,
- um Kunden online über Marketing-Automation zu gewinnen
- um wiederkehrende Arbeitsabläufe zeitsparend über E-Mail-Marketing-Automation zu vereinfachen
- und Kunden über die hervorragende Betreuung vor als auch nach dem Kauf als Fan zu gewinnen und zu halten.

Inwieweit QR Code-Marketing, Pincodes von Pinterest, NFC-Technik, Augmented Reality oder iBeacon als Brückenbauer zwischen der virtuellen und der realen Welt in den Geschäftsprozess integriert werden, steht in Abhängigkeit, welche Zielgruppe angesprochen werden soll. Bei der Digitalität als Geschäftsprozess liegt das Ziel in einer begeisternden Kommunikation innerhalb und außerhalb des Unternehmens.

## Postdigitalität
Erstmals wird der Gedanke, dass es ein jenseits der Digitalisierung geben könnte, 1998 von Nicolas Negroponte im Magazin Wired ins Spiel gebracht. Kurz vor dem Platzen der ersten Dotcom-Blase im Jahr 2000 war der Ruf, dass eine digitale Revolution stattfinden würde, immer noch allgegenwärtig. Negroponte hingegen schrieb: „Seht es ein, die digitale Revolution ist vorüber“. Kim Cascone (2000) griff den Gedanken von Negroponte explizit auf und führte den Begriff postdigital im Kontext elektronischer Komposition ein, um zu beschreiben, wie digitale Technologien als akustische Fehler in die Musik einflossen: beispielsweise das Tackern des Nadeldruckers, der Ventilator des Rechners usw. Daran anschließend wurde der Begriff der Postdigitalität für die digitale Kunst allgemein aufgegriffen. Er wurde dafür genutzt, um den ständig, zum Zwecke des Marketing, befeuerten Neuheitswert digitaler Technologien zu kritisieren. Laut Anderson, Cox und Papadopoulos (2014) dient der Begriff der Postdigitalität dazu, die Unterscheidung zwischen "alten" und "neuen" Medien aufzuheben. Der Begriff der Postdigitalität fokussiert dabei auf das kulturelle Handeln mit so genannten „alten“ und „neuen“ Medien.
In seinem Artikel „What is Post-Digital?“ (2014) verweist Florian Cramer auf die unterschiedlichen kulturellen Bezugssysteme des Präfix "post" in Postdigital. Das Präfix "post" wird Cramer zufolge im Kontext „Postdigitalität“ in dem Sinne verstanden, wie es auch in soziologischen Begriffen wie „postindustriell“ und "postkolonial" oder in der Populärkultur mit Begriffen wie "Postpunk" und "postapokalyptisch" Anwendung findet. Diese Bezüge des Präfix ‚Post‘ deuten an, inwiefern der Begriff des Postdigitalen anschlussfähig für digitale Kulturen intendiert ist: Es geht nicht um ein zeitliches Nacheinander, bei dem ein Zustand A abgeschlossen ist, sondern in diesem Zustand A entwickelt sich etwas anderes, dass dazu führt, dass ein Übergang zu einem Zustand B geschaffen wird, der zum Zeitpunkt der Benennung noch kein eigenständiges Profil und keine eigene Begrifflichkeit aufweist.
Auf technischer Ebene meint postdigital zunächst den Zustand, dass ein mediales Artefakt, wie z. B. ein Buch, ein Bild, ein Film digitalisiert, das heißt in diskrete Daten aus 0 und 1 transformiert wurde. Das analoge Artefakt ist noch vorhanden, liegt aber nun auch in digitaler Form vor. Umgekehrt können digitale Artefakte auch in analoge Form umgewandelt werden. Diese Umwandlung gehört mit dem Gebrauch von Scannern, Druckern und zuletzt 3D-Druckern zum ganz alltäglichen Repertoire in der Digitalität. Laut dem ehemaligen Google Geschäftsführer Eric Schmidt geht dieser Umwandlungsprozess sogar so weit, dass schließlich das Internet verschwinden würde (vgl. Matyszczyk, 2015). Gemeint ist damit, im Anschluss an Mark Weiser (1999), dass Computer im Alltag unsichtbar werden.
Aktuell fokussiert der Begriff Postdigitalität auf die Beziehungen zwischen Mensch und Technologie und zwischen Mensch und Medien. „Mit dem Begriff des Postdigitalen will das Bewusstsein für die verschwommenen und chaotischen Beziehungen zwischen Physik und Biologie, zwischen alten und neuen Medien, zwischen Humanismus und Posthumanismus, Wissenskapitalismus und Bioinformationskapitalismus geschärft werden“ (vgl. Jandric u. a. 2018). Der Begriff der Postdigitalität ist aber nicht lediglich individuell verortet, sondern erfährt auch gesellschaftliche Relevanz. Der Soziologe Dirk Baecker hält fest, dass die Vorstellung von einer digitalen Gesellschaft eine optische Täuschung war, die „[…] uns glauben machte, menschliche und soziale Leistungen könnten zunehmend und restlos durch den Computer automatisiert und ersetzt werden. Die postdigitale Gesellschaft >entdeckt<, dass jeder Computer, jeder Algorithmus, jede Künstliche Intelligenz soweit sie (noch) nicht mit sich selbst kommunizieren, Schnittstellen zum Organismus, zum Gehirn, zum Bewusstsein, zur Gesellschaft aufweisen müssen, die ihrerseits nicht digital, sondern analog, im Medium der Verschaltung von Widersprüchlichkeit funktionieren“ (Baecker 2019, 121).
In der digitalen Kunst spielt der Begriff des Postdigitalen heute kaum noch eine Rolle. Florian Cramer sagt: "Der Begriff postdigital ist in den Künsten meiner Meinung nach ziemlich untauglich geworden, weil er dauernd mit dem sehr ähnlich klingenden, aber viel bekannteren Begriff „Post-Internet“ vermengt und verwechselt wird" (Cramer 2021). Auch Kim Cascone ist gegenüber digitalen Technologien deutlich kritischer geworden. Er sagt: „Ich sehe keine kritischen Künstler, die die Ränder erforschen oder subversive Kritiken unserer algorithmisch erzeugten Welt anbieten. Jede Kritik oder Subversion, die nicht untergeordnet wird oder der die Zähne gezogen werden, wird dem Vergessen in der Flut der Mediennachrichten und der sozialen Medien Preis gegeben. Leider scheinen viele Digitalkünstler heute nur noch im Schatten ihrer technokratischen Anführer zu verkehren“ (Cascone 2021). Demgegenüber etabliert sich der Begriff in der Erziehungswissenschaft international und als postidigitale Medienpädagogik in der Medienbildung.